# Henrik Ibsen
Henrik Johan Ibsen (n. 20 martie 1828, Comuna Skien, Telemark, Norvegia – d. 23 mai 1906, Christiania, Norvegia) a fost un dramaturg, director de teatru și poet norvegian. Ca inițiator al curentului modernist în teatru, Ibsen este considerat "părintele realismului" și unul dintre cei mai influenți dramaturgi ai timpurilor sale. Printre marile sale lucrări se numără Brand, Peer Gynt, Un dușman al poporului, Împărat și Galilean, O casă de păpuși, Hedda Gabler, Strigoii, Rața sălbatică, Când noi, morții, vom învia, Stâlpii societății, Femeia mării, Rosmersholm, Constructorul Solness și John Gabriel Borkman. Este cel mai frecvent jucat dramaturg din lume după Shakespeare, iar la începutul secolului al XX-lea, O casă de păpuși devenise cea mai jucată piesă.

## Date biografice
După o adolescență marcată de destrămarea familiei, a lucrat ca regizor la teatrul din Bergen. Obținând o bursă de studii în Germania, a fost influențat de Søren Kierkegaard.
Respins și neînțeles în propria țară, Ibsen a trăit timp de 27 de ani în străinătate, în Italia și Germania, în principal la Roma, revenind la Oslo în anii 1890. Paradoxal, după o viață petrecută în exil, a primit funeralii de stat.
Faima sa este aceea a unui realist care a înlocuit restricțiile piesele "bine-făcute" ale epocii sale cu drame "naturaliste" scrise în limbajul cotidian, cum ar fi "O casă de păpuși" (1879). 
A inaugurat în literatura universală teatrul de idei. Creația lui Ibsen se impune prin adâncimea viziunii, simplitatea intrigii, gravitatea temei, acuitatea conflictului, vigoarea dialogului, pasiunile personajelor și multe altele.

## Opere
- Catilina (1850)
- Movila războinicului (Kjæmpehøjen) (1850)
- Noaptea Sfântului Ioan (Sancthansnatten) (1852)
- Doamna Inger din Østråt (Fru Inger til Østeraad) (1854)
- Sărbătoare la Solhaug (Gildet paa Solhoug) (1855)
- Olaf Liljekranz (1856)
- Războinicii din Helgeland (Hærmændene paa Helgeland) (1857)
- Comedia iubirii (Kjærlighedens Komedie) (1862)
- Pretedenții la coroană (Kongs-Emnerne) (1863)
- Brand (1865)
- Peer Gynt (1867)
- Liga tineretului (De unges Forbund) (1869)
- Împărat și Galilean (Kejser og Galilæer) (1873)
- Stâlpii societății (Samfundets støtter) (1877)
- O casă de păpuși (Nora, Et dukkehjem) (1879)
- Strigoii (Gengangere) (1881)
- Un dușman al poporului (En Folkefiende) (1882)
- Rața sălbatică (Vildanden) (1884)
- Rosmersholm (1886)
- Femeia mării - (Fruen fra havet) (1888)
- Hedda Gabler (1890)
- Constructorul Solness (Bygmester Solness) (1892)
- Micul Eyolf (1894)
- John Gabriel Borkman (1896)
- Când noi, morții, vom învia (Når vi døde vågner) (1899)

## Literatură
- Ion Vartic: Ibsen și teatrul modern Editura Didactică și Pedagogică, București 1985
- Wladimir Admoni: Henrik Ibsen. Die Paradoxie eines Dichterlebens. Beck, München 1991. (= Beck'sche Reihe; 619; Autorenbücher) ISBN 3-406-33166-1.
- Ludwig Binswanger: Henrik Ibsen und das Problem der Selbstrealisation in der Kunst. Heidelberg 1949.
- Lou Andreas-Salomé: Henrik Ibsens Frauen-Gestalten nach seinen sechs Familien-Dramen. Bloch, Berlin 1892. (Neu herausgegeben mit Kommentaren und Nachwort von Cornelia Pechota. Taching am See 2012, ISBN 978-3-937211-32-9)
- Herlinde Nitsch Ayers: Selbstverwirklichung – Selbstverneinung. Rollenkonflikte im Werk von Hebbel, Ibsen und Strindberg. Lang, New York u. a. 1995, ISBN 0-8204-2668-7. (= Studies on themes and motifs in literature; 15)
- Rüdiger Bernhardt: Henrik Ibsen und die Deutschen. Henschelverlag Kunst. u. Gesellschaft, 1989, ISBN 3-362-00298-6.
- Ludovic de Colleville, Fritz de Zepelin: Le Maître Du Drame Moderne: Ibsen; L'Homme Et L'Oeuvre. ca. 1890. (Neuauflage 2010)
- Maria Deppermann u. a. (Hrsg.): Ibsen im europäischen Spannungsfeld zwischen Naturalismus und Symbolismus. Kongreßakten der 8. Internationalen Ibsen-Konferenz, Gossensaß, 23.–28. Juni 1997. Lang, Frankfurt am Main u. a. 1998, ISBN 3-631-33048-0.
- Uwe Ebel, Christine Magerski: Henrik Ibsen – ein Autor der europäischen Moderne. (Wissenschaftliche Reihe, 12). dev, Metelen 2007, ISBN 978-3-927397-71-2.
- Egon Ecker: „Stützen der Gesellschaft“ und „Ein Volksfeind“. Königs Erläuterungen und Materialien, 101/102. C. Bange Verlag, Hollfeld 1997, ISBN 3-8044-0300-X.
- Rolf Engert: Henrik Ibsen als Verkünder des 3. Reiches. 1921. (Neu herausgegeben und versehen mit einem umfangreichen Dokumentationsanhang und Personenregister: Max-Stirner-Archiv, Leipzig 2011, ISBN 978-3-933287-91-5)
- Uwe Englert: Magus und Rechenmeister. Henrik Ibsens Werk auf den Bühnen des Dritten Reiches. Francke, Tübingen u. a. 2001, ISBN 3-7720-3093-9. (= Beiträge zur nordischen Philologie; 30)
- Uwe Englert (Hrsg.): Ibsens Dramen. Reclam, Stuttgart 2005, ISBN 3-15-017530-5. (= Reclams Universal-Bibliothek, 17530: Interpretationen)
- Robert Ferguson: Henrik Ibsen. Eine Biographie. Kindler, München 1998, ISBN 3-463-40309-9.
- Ivo de Figueiredo: Henrik Ibsen. Mennesket. Aschehoug, Oslo 2006, ISBN 82-03-22892-5.
- Ivo de Figueiredo: Henrik Ibsen. Masken. Aschehoug, Oslo 2007, ISBN 978-82-03-23384-5.
- Käte Hamburger: Ibsens Drama in seiner Zeit. Klett-Cotta, Stuttgart 1989, ISBN 3-608-95665-4.
- Michaela Giesing: Ibsens Nora und die wahre Emanzipation der Frau. Zum Frauenbild im wilhelminischen Theater. Lang, Frankfurt am Main u. a. 1984. (= Studien zum Theater, Film und Fernsehen; 4) ISBN 3-8204-5160-9.
- Hans H. Hiebel: Henrik Ibsens psycho-analytische Dramen. Die Wiederkehr der Vergangenheit. Fink, München 1990, ISBN 3-7705-2621-X.
- Susanne Kramarz: Eyolf. Kinder und Kinderschicksale im Werk Henrik Ibsens. Lang, Frankfurt am Main u. a. 1990, ISBN 3-631-43069-8. (= Texte und Untersuchungen zur Germanistik und Skandinavistik; 24)
- Lena Kühne: Ibsen im Spiegelkabinett. Verfremdung der Gesellschaftsdramen Henrik Ibsens in Parodien und verwandten Rezeptionsformen im deutschen und skandinavischen Sprachraum. Edition Praesens, Wien 2004, ISBN 3-7069-0226-5. (= Wiener Studien zur Skandinavistik; 10)
- Hans Georg Meyer: Henrik Ibsen. Erg. und überarb. Auflage. Deutscher Taschenbuch-Verlag, München 1977, ISBN 3-423-06846-9. (= dtv; 6846; Dramatiker des Welttheaters)
- Ingunn Moe: Deutscher Naturalismus und ausländische Literatur. Zur Rezeption der Werke von Zola, Ibsen u. Dostojewski durch die deutsche naturalistische Bewegung (1880–1895). Lang, Frankfurt am Main u. a. 1983, ISBN 3-8204-5262-1. (= Europäische Hochschulschriften; Reihe 1; Deutsche Sprache u. Literatur; 729)
- Fr. Ording: Henrik Ibsens vennekreds Det lærde Holland. Et kapitel av norsk kulturliv. Oslo 1927.
- Fritz Paul (Hrsg.): Henrik Ibsen. Wiss. Buchges., Darmstadt 1977, ISBN 3-534-07071-2. (= Wege der Forschung; 487)
- Anita von Raffay: Die Macht der Liebe – die Liebe zur Macht. Psychoanalytische Studien zu Liebe/Macht-Verhältnissen in Dramen Wagners und Ibsens. Lang, Frankfurt am Main u. a. 1995, ISBN 3-631-48159-4.
- Emil Reich: Henrik Ibsens Dramen, Zwanzig Vorlesungen gehalten an der Universität Wien. S. Fischer Verlag, Berlin, 1902.
- Gerd Enno Rieger: Henrik Ibsen. Mit Selbstzeugnissen und Bilddokumenten. 4. Auflage. Rowohlt, Reinbek bei Hamburg 1993, ISBN 3-499-50295-X. (= Rowohlts Monographien; 295)
- Eberhard Rohse: Raabe und Ibsen. In: Jahrbuch der Raabe-Gesellschaft. 2008, ISBN 978-3-484-33908-8, S. 78–113.
- Steven F. Sage: Ibsen and Hitler: The Playwright, the Plagiarist, and the Plot for the Third Reich. New York 2006, ISBN 0-7867-1713-0.
- Matthias Sträßner: Flöte und Pistole. Anmerkungen zum Verhältnis von Nietzsche und Ibsen. Mit einem Anhang. Königshausen u. Neumann, Würzburg 2003, ISBN 3-8260-2539-3.
- Heidi u. Christoph Wetzel: Henrik Ibsen. Andreas, Salzburg 1984, ISBN 3-85012-135-6. (= Die großen Klassiker; 31)
- Toril Moi: Henrik Ibsen and the birth of modernism : art, theater, philosophy. Oxford Univ. Press, Oxford u. a. 2006, ISBN 0-19-929587-5.
- Leo Löwenthal 1936: Das Individuum in der Individualistischen Gesellschaft. Bemerkungen über Ibsen. In: Max Horkheimer (Hg.), Zeitschrift für Sozialforschung, Jahrgang 5: 1936, München 1980, S. 321–365.